# Mora oleifera
Mora oleifera är en ärtväxtart som först beskrevs av William Botting Hemsley, och fick sitt nu gällande namn av Adolpho Ducke. Mora oleifera ingår i släktet Mora och familjen ärtväxter. IUCN kategoriserar arten globalt som sårbar. Inga underarter finns listade i Catalogue of Life.